# Карнал (округ)
Карнал (англ. Karnal, хинди करनाल) — округ в индийском штате Харьяна. Расположен между Дели и Чандигархом. Административный центр и крупнейший город округа — Карнал. Согласно легенде, город Карнал был основан Карной — одним из героев древнеиндийского эпоса «Махабхарата». Согласно всеиндийской переписи 2001 года население округа Карнал составляло 210 476 человек. Первая индийская женщина-космонавт, Калпана Чавла, родом из этого округа.